# Abdulrahman Al-Shammari
Adulrahman Bani Al-Shammari (13 febbraio 1993) è un calciatore kuwaitiano, attaccante dell'Al-Naser e della Nazionale kuwaitiana.

## Carriera

### Club
Ha sempre giocato nel campionato kuwaitiano.

### Nazionale
Ha esordito in Nazionale nel 2012.